# Sárosizsép
Sárosizsép (szlovákul: Žipov) község Szlovákiában, az Eperjesi kerület Eperjesi járásában.

## Fekvése
Eperjestől 15 km-re keletre, a Szinye-patak és a Hernád között található.

## Története
A falu a 13.-14. század fordulóján a német jog alapján keletkezett. 1354-ben „Isepvagasa” néven említik először. A 14. és 15. század fordulóján nemesi kúria épült a községben. 1405-ben „Isopo” néven említik. 1409-ben egy Jakab nevű nemes és családja a falu birtokosa. 1427-ben „Iseph”, „Isseph” néven szerepel az adóösszeírásban, mely szerint ekkor 21 portája adózott. A 16. században lakói zsellérsorba süllyedtek, sokan elvándoroltak a faluból; ekkortájt Fejér László nevű nemes birtoka. 1600-ban 10 lakott ház volt Izsépen. 1761-ben a német eredetű Rholloké. 1787-ben 37 háza és 323 lakosa volt.
A 18. század végén Vályi András így ír róla: „ISÉP. vagy Iszép, Zsipos. Tót falu Sáros Várm. földes ura Roly Uraság, lakosai katolikusok, fekszik Szedliczéhez közel, és annak filiája, határja középszerű.”
1828-ban 34 házában 254 lakos élt, akik földműveléssel, favágással, fuvarozással foglalkoztak. 1831-ben lakói részt vettek a koleralázadásban.
Fényes Elek 1851-ben kiadott geográfiai szótárában így ír a faluról: „Izsép, (Zipow), tót falu, Sáros vmegyében, Bajor fiókja: 156 kath., 85 evang., 2 zsidó lak. Erdő. Meglehetős föld. F. u. többen. Ut. p. Eperjes.”
A 20. század elején sok lakója kivándorolt Amerikába. 1920 előtt Sáros vármegye Eperjesi járásához tartozott.

## Népessége
| Év:            | 1994. | 2004.   | 2014.    | 2024.   |
| -------------- | ----- | ------- | -------- | ------- |
| Emberek száma: | 261   | 249     | 293      | 287     |
| Eltérés:       |       | -4,59 % | +17,67 % | -2,04 % |

| Év:            | 2023. | 2024.   |
| -------------- | ----- | ------- |
| Emberek száma: | 289   | 287     |
| Eltérés:       |       | -0,69 % |

1910-ben 328, túlnyomórészt szlovák lakosa volt.
2001-ben 256 lakosából 254 szlovák volt.
2011-ben 281 lakosából 261 szlovák.

## Nevezetességei
- Szent Anna tiszteletére szentelt, római katolikus temploma 1825-ben épült barokk-klasszicista stílusban.
- Klasszicista kastélya a 18. század végéről egy korábbi reneszánsz kastély alapjaira épült.
- A Rhollo család klasszicista kúriája a 19. század első feléből.